# Fábrica Militar Fray Luis Beltrán
La Fábrica Militar «Fray Luis Beltrán» es un centro fabril integrante de la empresa Fabricaciones Militares (FM). Está localizada en la ciudad homónima de la provincia de Santa Fe.
Fue establecida en 1955 bajo el nombre de «Fábrica Militar “San Lorenzo”» y, en 1961, adoptó su denominación actual.
El 23 de julio de 1990, el presidente Carlos Menem dictó el Decreto 1398/90 y declaró «sujetas de privatización» a los organismos del Ministerio de Defensa, que incluían a la Fábrica Militar «Fray Luis Beltrán». Éste decreto fue posteriormente aprobado por la Ley N.º 24 045 del Congreso de la Nación de 1991.
En 2015, se derogó la declaración «sujeta de privatización» de seis fábricas militares, incluyendo a la Fábrica Militar «Fray Luis Beltrán» (Ley N.º 27 141).

## Actualidad
En la actualidad, además de la fabricación de chalecos de protección Balística, la fábrica se dedica a la fabricación de las siguientes municiones: 
- Munición de 9 mm[6]
- Munición de 7.62 mm
- Munición de 105 mm[7]
- Cohetes de 105 mm
- Proyectiles para mortero de 120 mm